# Адам Карлен
Адам Ерік Карлен (швед. Adam Erik Carlén, нар. 27 червня 2000, Марієстад, Швеція) — шведський футболіст, центральний захисник клубу «Гетеборг».

## Ігрова кар'єра

### Клубна
Адам Карлен починав грати у футбол у команді зі свого рідного міста Марієстад, де пройшов шлях від дитячої команди до основи. У серпні 2015 року у віці 15 - ти років Карлен дебютував у першій команді у турнірі четвертого дивізіону чемпіонату Швеції. В тому ж сезоні його клуб виборов право на підвищення в класі.
У 2017 році Карлен перейшов до клубу «Дегерфорс», де почав виступи у молодіжній команді. У серпні 2019 року футболіст підписав з лкбуом професійний уонтракт, який був розрахований на три з половиною роки. Тоді ж Карлен зіграв першу гру в основі «Дегерфорса» у Супереттан. За результатами сезону «Дегерфорс» посів друге місце у турнірі і наступний сезон команда розпочала у Аллсвенскан. 12 квітня 2021 року Адам Карлен зіграв свою першу гру у вищому дивізіоні чемпіонату Швеції.
Перед початком сезону 2023 року Адам Карлен як вільний агент перейшов до стану «Гетеборга».

### Збірна
В період з 2021 по 2022 роки Адам Карлен провів дві гри у складі молодіжної збірної Швеції.